# Świrz
Świrz (ukr. Свірж, Swirż) – wieś na Ukrainie, w obwodzie lwowskim, w rejonie lwowskim, w hromadzie Bóbrka, nad rzeką Świrz.

## Historia
Miejscowość wzmiankowana po raz pierwszy w 1422 roku podczas rozgraniczenia wsi ze Stokami i Lubeszką. Wieś prawa wołoskiego, położona była w pierwszej połowie XV wieku w ziemi lwowskiej województwa ruskiego.
W 1428 r. Świrz odwiedził król Władysław II Jagiełło. W 1449 r. doszło do rozgraniczenia miasta i wsi o tych samych nazwach. W 1484 r. bracia Marcin i Świrscy ufundowali tu parafię i pierwszy drewniany kościół. Na jego miejscu w 1546 r. zbudowano w stylu renesansowym murowaną świątynię pw. Wniebowzięcia Najświętszej Maryi Panny.
Przez pewien czas podczas zaboru austriackiego jako miasteczko wchodził w skład obwodu, czyli cyrkułu brzeżańskiego.
W II Rzeczypospolitej miejscowość była siedzibą gminy wiejskiej Swirz w powiecie przemyślańskim województwa tarnopolskiego.
W czasie okupacji niemieckiej mieszkająca tutaj polska rodzina Szwedów udzielała pomocy Żydom, za co w 1987 roku Instytut Jad Waszem uhonorował tytułami Sprawiedliwych wśród Narodów Świata Jana i Katarzynę Szwedów oraz ich dzieci, Antoniego Szweda i Marię Kotwicę z d. Szwed.
W latach 1943–1945 z rąk nacjonalistów ukraińskich UPA zginęło ok. 75 Polaków.

## Położenie
Na podstawie Słownika geograficznego Królestwa Polskiego i innych krajów słowiańskich Świrz albo Świerz ze Świrzykiem: to miasteczko w pow. przemyślańskim, 10 km na zachód od sądu powiatowego w Przemyślanach, z urzędem pocztowym w miejscu. Na północ leży Kopań, na wschód Kimirz, na południe Niedziliska i Chlebowice Świrskie, na płd.-zach. Podhorodyszcze i Romanów.

## Zamek w Świrzu
Warownię wznieśli w XV wieku Świrscy herbu Szaława z Romanowa.
Po śmierci w bitwie pod Zborowem rotmistrza Pawła Świrskiego ostatniego z rodu, zamek przeszedł w ręce rodziny Cetnarów, wywodzącej się ze Śląska. W XVII wieku zamek został przebudowany przez kasztelana halickiego i chorążego podolskiego Aleksandra Cetnera. W pierwszej połowie istnienia II RP zamieszkiwał w nim gen. Robert Lamezan-Salins.

## Urodzeni w Świrzu
- Alicja Grześkowiak – polska polityk, doktor habilitowany w zakresie prawa karnego, senator I, II, III i IV kadencji, marszałek Senatu IV kadencji w latach 1997–2001
- Tadeusz Lipski – polski dowódca wojskowy, podoficer AK, oficer partyzantki antykomunistycznej
- Tadeusz Wiktor – generał porucznik (dywizji) Wojska Polskiego[12]
- Józef Wyspiański – redaktor naczelny „Spotkań Świrzan”, autor książki „Żołnierze ze świrskiego lasu”[13]
- Andrzej Żaki – polski archeolog.

## Związani ze Świrzem
- Marian Osiński – profesor architektury, autor inwentaryzacji polskich zamków kresowych m.in. w Świrzu.
- Hilary Treter – wspólnik fabryki krochmalu w Świrzu[14][13]